# Luka Mezgec
Luka Mezgec (Kranj, 27 giugno 1988) è un ciclista su strada e mountain biker sloveno che corre per il Team Jayco AlUla. Ha caratteristiche di velocista, ed è professionista dal 2011.

## Carriera
Nel 2009 si aggiudicò una corsa su strada nazionale riservata alla categoria amatoriale, la Vzpon na Mohor, e ottenne il titolo di campione nazionale under-23 nel cross country. Nella stagione successiva si dedicò unicamente alle gare su strada, gareggiando con la squadra Continental Zheroquadro Radenska. Quell'anno vinse la classifica generale della Coupe des Nations Ville de Saguenay, prova della Coppa delle Nazioni Under-23 – contribuendo così alla vittoria finale della Slovenia nel ranking della Coppa – e partecipò alla gara in linea Under-23 dei Campionati del mondo di Geelong.
Nel 2011 passò alla Sava, altra squadra Continental del suo paese, e si aggiudicò le prime due vittorie nel circuito UCI Europe Tour, una tappa all'Istrian Spring Trophy e il Memoriał Henryka Łasaka. Nella stagione successiva i successi nei circuiti continentali salirono a sei, grazie anche alle cinque vittorie di tappa al Tour of Qinghai Lake, prova dell'UCI Asia Tour.
Nel 2013 viene ingaggiato dal team olandese Argos-Shimano, con cui partecipa al suo primo Giro d'Italia. In stagione coglie un unico successo, nella quinta tappa del Tour of Beijing, gara valida per il World Tour. L'anno dopo, in maglia Giant-Shimano, vince la Handzame Classic e tre tappe alla Volta Ciclista a Catalunya in marzo, e la frazione finale del Giro d'Italia, quella con arrivo a Trieste; conclude la stagione con un successo di tappa al Tour of Beijing.
Nella stagione 2015 riesce ad ottenere un successo al Tour Cycliste international du Haut, corsa a tappe francese, nella seconda tappa, riuscendo a mettersi alle spalle Philippe Gilbert. 
Stagione 2016 senza alcun successo, solo alcuni buoni piazzamenti al Tour di Polonia, un 2’ posto in una frazione della corsa. 
Durante la nuova stagione 2017 con la casacca del ORICA, ottiene la vittoria nel campionato nazionale, vince la seconda tappa del giro di Slovenia( Lubiana- Lubiana)  e in terra olandese la classica Veenendaal-Veenendaal.
Nello stesso anno ottiene un 5’ posto nel campionato europeo vinto da kristoff. 
Nella stagione 2018, anno della Mitchelton-Scott, non ci sono risultati di rilievo, mentre il 2019 segna l’anno della rinascita sportiva con la vittoria nella seconda tappa e della classifica a punti nel Giro di Slovenia. 
Al Giro di Polonia vince la seconda e quinta tappa e fa segnare il record mondiale di velocità per uno sprint in una gara di ciclismo all’impressione velocità di 82km/h. 
Chiude la stagione con una brutta caduta alla Vuelta a España che lo tiene fuori dai mondiali.

## Palmarès

### Strada
- 2010 (Zheroquadro Radenska, una vittoria)

Classifica generale Coupe des Nations Ville de Saguenay
- 2011 (Sava, due vittorie)

1ª tappa Istrian Spring Trophy (Poreč > Labin)
Memoriał Henryka Łasaka
- 2012 (Sava, sette vittorie)

5ª tappa Five Rings of Moscow (Mosca > Mosca)
2ª tappa Tour of Qinghai Lake (Douba > Huzhu)
4ª tappa Tour of Qinghai Lake (Qinghai Lake > Chaqia)
6ª tappa Tour of Qinghai Lake (Xihaizhen > Mole)
11ª tappa Tour of Qinghai Lake (Zhongwei > Zhongwei)
13ª tappa Tour of Qinghai Lake (Lanzhou > Lanzhou)
Memoriał Henryka Łasaka
- 2013 (Team Argos-Shimano, una vittoria)

5ª tappa Tour of Beijing (Piazza Tienanmen > Stadio nazionale di Pechino)
- 2014 (Team Giant-Shimano, sei vittorie)

Handzame Classic
1ª tappa Volta Ciclista a Catalunya (Calella > Calella)
2ª tappa Volta Ciclista a Catalunya (Mataró > Gerona)
5ª tappa Volta Ciclista a Catalunya (Llanars > Vall de Camprodon)
21ª tappa Giro d'Italia (Gemona del Friuli > Trieste)
1ª tappa Tour of Beijing (Chong Li > Zhangjiakou)
- 2015 (Giant-Alpecin, una vittoria)

2ª tappa Tour du Haut-Var (Draguignan > Draguignan)
- 2017 (Orica-Scott, due vittorie)

2ª tappa Giro di Slovenia (Lubiana > Lubiana)
Campionati sloveni, Prova in linea
Veenendaal-Veenendaal Classic
- 2019 (Mitchelton-Scott, tre vittorie)

2ª tappa Giro di Slovenia (Maribor > Celje)
2ª tappa Tour de Pologne (Tarnowskie Góry > Katowice)
5ª tappa Tour de Pologne (Kopalnia Soli Wieliczka > Bielsko-Biała)

#### Altri successi
- 2012 (Sava)

Classifica a punti Five Rings of Moscow
Classifica a punti Tour of Qinghai Lake
- 2018 (Mitchelton-Scott)

2ª tappa Hammer Sportzone Limburg (Sittard-Geleen, cronosquadre)
Classifica generale Hammer Hong Kong
- 2019 (Mitchelton-Scott)

Classifica a punti Giro di Slovenia
- 2020 (Mitchelton-Scott)

Classifica a punti Tour de Pologne
- 2024 (Team Jayco AlUla)

Al Salam Championship

### Mountain biking
- 2009

Campionati sloveni, Cross-country Under-23
- 2015

Campionati sloveni, Cross-country Elite
- 2017

Campionati sloveni, Cross-country Elite

## Piazzamenti

### Grandi Giri
- Giro d'Italia

2013: 123º
2014: 136º
2015: 138º
2016: non partito (17ª tappa)
2017: 107º
2024: non partito (14ª tappa)
- Tour de France

2020: 88º
2021: 102º
2022: 100º
2023: 112º
2024: 116º
2025: 152º
- Vuelta a España

2015: 108º
2018: 141º
2019: non partito (15ª tappa)
2021: 109º

### Classiche monumento
- Milano-Sanremo

2016: 157º
2017: 16º
2019: 25º
2021: 48º
2022: 33º
2023: 23º
- Giro delle Fiandre

2016: 36º
2017: ritirato
2018: 84º
2019: 95º
2020: 23º
2021: ritirato
2023: ritirato
2024: ritirato
- Parigi-Roubaix

2016: 119º
2017: 67º
2018: ritirato
2019: ritirato
2022: ritirato
2025: ritirato
- Giro di Lombardia

2015: ritirato

### Competizioni mondiali
- Campionati del mondo

Geelong 2010 - In linea Under-23: 91º
Limburgo 2012 - In linea Elite: ritirato
Ponferrada 2014 - In linea Elite: ritirato
Richmond 2015 - In linea Elite: 48º
Doha 2016 - In linea Elite: ritirato
Bergen 2017 - In linea Elite: 92º
Imola 2020 - In linea Elite: ritirato
Fiandre 2021 - In linea Elite: 30º
Glasgow 2023 - In linea Elite: ritirato
Zurigo 2024 - In linea Elite: ritirato
- Giochi olimpici

Parigi 2024 - In linea: 38º

### Competizioni europee
- Campionati europei

Ankara 2010 - In linea Under-23: 64º
Herning 2017 - In linea Elite: 5º
Glasgow 2018 - In linea Elite: ritirato
Alkmaar 2019 - In linea Elite: 8º
Monaco di Baviera 2022 - In linea Elite: 6º